# Фенилпропаноиды
Фенилпропаноиды — класс растительных органических соединений ароматического ряда, которые синтезируются шикиматным путём, преимущественно через аминокислоту фенилаланин. Характерным структурным фрагментом является бензольное кольцо с присоединённой к нему неразветвлённой трёхуглеродной цепью. Фенилпропаноиды обладают широким спектром функций, а именно: защищают от травоядных животных, микробных заболеваний и ультрафиолета, служат структурными компонентами клеточных стенок, прекурсорами пигментов, выполняют роль сигнальных молекул.

## Коричная кислота
Сначала под действием фермента фенилаланин-аммиак-лиазы фенилаланин преобразуется в коричную кислоту. Ряд ферментативных гидроксилирований и метилирований приводит к кумариновой кислоте, кофейной кислоте, феруловой кислоте, 5-гидроксиферуловой кислоте и синапиновой кислоте. В дальнейшем эти кислоты превращаются в соответствующие эфиры, являющиеся  компонентами эфирных масел трав и цветов и имеющие ряд функций, включая функцию привлечения насекомых  (например, эфиры коричной кислоты).

## Коричный альдегид и монолигнолы
Восстановление карбоксильных функциональных групп в коричных кислотах приводит к соответствующим альдегидам, например, коричному. Дальнейшее восстановление приводит к монолигнолам, включая кумариновый спирт, конифериловый спирт и синапиловый спирт. Монолигнолы — мономеры, которые, полимеризуясь, производят различные формы лигнина и суберина, являющиеся структурными компонентами стенок растительных клеток.
Фенилпропаноиды, включая эвгенол, хавикол, сафрол и эстрагол, также получены из монолигнолов. Являются основными компонентами различных эфирных масел.

## Кумарины и флавоноиды
Гидроксилирование коричной кислоты приводит к кумариновой кислоте, которая в ходе дальнейшего гидроксилирования превращается в умбеллиферон. Другое использование коричной кислоты — через её тиоэфиры с коферментом A приводит к хавиколу. 

## Стильбеноиды
Стильбеноиды, такие как ресвератрол, являются гидроксилированными производными стильбена. Как и в случае флавоноидов, одно из двух бензольных колец — шикиматного происхождения, второе кольцо формируется из активного ацетата (Ac-CoA) по поликетидному механизму.